# Centrosema arenicola
Centrosema arenicola är en ärtväxtart som först beskrevs av John Kunkel Small, och fick sitt nu gällande namn av Frederick Joseph Hermann. Centrosema arenicola ingår i släktet Centrosema och familjen ärtväxter. Inga underarter finns listade i Catalogue of Life.